# Meteoridea areolata
Meteoridea areolata är en stekelart som beskrevs av He och Ma 2000. Meteoridea areolata ingår i släktet Meteoridea och familjen bracksteklar. Inga underarter finns listade i Catalogue of Life.